# Ной, Рис
Рис Ной (англ. Reece Noi; род. 13 июня 1988) — британский актёр родившийся и выросший в Манчестере. Он известен по роли Тейлора Митчелла в школьной драме BBC «Грэндж Хилл» с 2004 по 2007 гг.

## Карьера
Свою актёрскую карьеру начал в возрасте 12 лет. Сперва исполнял небольшие роли в телефильмах.
В 2001 году снялся в гангстерском фильме Ливерпуля «Моё королевство». Он появился в 5 эпизоде 4 сезона сериала канала Channel 4 «Бесстыдники» в роли друга Дебби, Люка Ньюмана. Он также был приглашённой звездой: играя Карла в сериале BBC «Парадокс» и Тайлера Симмонса в сериале ITV «Чисто английское убийство» в 2009 году.
В 2011 году, он появился в драме BBC «Шёлк». Затем он исполнил роль Леви в сериале Sky Atlantic «Распутье».
Также он появился в сериале «Игра престолов» с 2014 по 2015 год в роли освобождённого раба Моссадора.

### Фильмография
- Моё королевство / My Kingdom (2001) — Парень
- Ливерпульская дева / The Virgin of Liverpool (2003) — Уэсли Черчиль
- Морские монстры / Seamonsters (2011) — Киран

### Короткометражки
- Threads (2010) — Лиам
- Пятница / Friday (2011) — Эйден

### Телевидение
- Грэндж Хилл / Grange Hill (2004—2007) — Тейлор Митчелл
- Улица Ватерлоо / Waterloo Road (2007) — Эрл Келли
- Дэлзил и Пэскоу / Dalziel and Pascoe (2007) — Дин Беннетт
- Бесстыдники / Shameless (2007) — Люк Ньюман
- Врачи / Doctors (2007)
- Ферма Эммердейл / Emmerdale (2007-2008) — Райан Хэйуорт
- Шёлк / Silk (2011) — Марк Дрейпер
- Распутье / Hit & Miss (2012) — Леви[4]
- Игра престолов / Game of Thrones (2014-2015) — Моссадор